# 中山正善
中山 正善（なかやま しょうぜん、1905年（明治38年）4月23日 - 1967年（昭和42年）11月14日）は、日本の宗教家。天理教の2代真柱。管長。

## 生涯
天理教の教祖・中山みきの孫で初代真柱である中山眞之亮とその妻の中山たまへの長男として生まれた。三島尋常小学校在学中の1914年（大正3年）12月31日に眞之亮が亡くなり、翌1915年1月21日に10歳9ヶ月で管長に就任した。しかしながら幼少であったため、山澤為造が管長職務摂行者として教務に当たった。
14歳で旧制天理中学校に入学、19歳のときに旧制大阪高等学校に入学、1925年（大正14年）4月、学生の身分ながら正式に天理教管長に就任、この年に後の天理大学となる天理外国語学校を設立し、自ら校長となっている。この関係で天理大学の創立記念日は、中山正善の誕生日の4月23日になっている。翌年には東京帝国大学文学部宗教学宗教史学科に入学し、恩師の姉崎正治の指導の下で「伝道ニツイテ」を卒業論文として、1929年（昭和4年）春に卒業した。その後は天理教の海外布教に尽力し、また1948年（昭和23年）には天理教原典の「おふでさき」、「おさしづ」を、1949年（昭和24年）には「天理教教典」を刊行し、今日の天理教学の体系を確立した。著書は「ひとことはなし」等多数。1967年に没し、長男の中山善衞が3代真柱に就任した。
また天理教務者として教会本部の整備に努め、昭和普請として知られる神殿の新設や同輩の内田祥三と奥村音造とともに考案した「おやさとやかた構想」は現在も続いており、その影響は大きい。なかでも「天理よろづ相談所」付属の憩の家ならびに天理よろづ相談所病院設置は、奈良県随一の総合病院として知られている。
稀代の蒐集家としても知られており、稀少本を集めた図書館（天理大学附属天理図書館）や博物館（天理大学附属天理参考館）を持っている。またスポーツ、特に柔道、水泳、ラグビーに力を入れた人物としても知られている。ラグビーにおいては、高校に白のジャージー、大学へは黒のジャージーを寄贈し使用するよう命じ、天理高校ラグビー部は「白い巨人」の異名を持つに至った。

## 著書
- 『ひとことはなし』
- 『アメリカ百日記』
- 『陽気ぐらし』
- 『こふきの研究』
- 『おふでさき概説』
- 『天理教教典講話』
- 『火水風』
- 『北報南告』
- 『六十年の道草』
- 『道具衆』
- 『大和：わがふるさとの･･･』
- 『第16回教義講習会第1次講習録抜粋』
- 『「神」「月日」及び「をや」について』
- 『右往左往』
- 『柿』
- 『たねまき飛行』
- 『おつとめ』
- 『上海から北平へ』
- 『天理教伝道者に関する調査』
- 『寧滬土産』

### 逸話
アフリカ伝道の折、コンゴで移動中に乗ったタクシーの運転手に教えを伝えたことがきっかけで、入信した運転手の尽力によりコンゴに天理教が広まり、天理教の高校と病院が設立された。